# Pierre Charles Dejean
Pour les autres membres de la famille, voir Dejean.
Le vicomte Pierre Charles Dejean, né le 16 février 1807 à Paris et mort dans la même ville le 30 juillet 1872, est un général et homme politique français.

## Biographie
Fils du général Pierre François Marie Auguste Dejean, le vicomte Pierre Charles Dejean prit part en 1832 à la prise d'Alger, fut chef d’état-major du génie en Algérie de 1846 à 1852, général de brigade en 1858, inspecteur général du génie.
Conseiller d'État, membre du comité des fortifications depuis 1861, il obtint le grade de général de division en 1867.
Il fut nommé ministre de la Guerre par intérim du 20 juillet 1870 au 10 août 1870, dans le Gouvernement Émile Ollivier, en remplacement du maréchal Le Bœuf, parti comme major général à l'armée du Rhin.
Il fut élevé au rang de Grand officier de la Légion d'honneur le 29 avril 1871.

## Vie familiale
Fils cadet de Auguste Dejean (1780 † 1845) et Adèle Barthélémy ( † 1872), Pierre Charles épousa, le 24 avril 1834, Mathilde (vers 1815 † 9 avril 1905 - Amiens), sœur de Marie-Hippolyte Gueilly 2e marquis de Rumigny, pair de France, et Marie-Théodore Gueilly, vicomte de Rumigny, ambassadeur. Pierre Charles et Mathilde eurent :
1. Jeanne Claire (1835 † 1875 ou 1876), mariée avec Victor Alfred Rey (tué en 1859 à Magenta), lieutenant-colonel, dont postérité ;
2. Gabrielle (1837 † 1906), mariée avec Jean-Baptiste Alexandre Montaudon (14 février 1818 - La Souterraine (Creuse) † 19 janvier 1899 - Amiens (Somme)), saint-cyrien (1836-1838, général de division ;
3. Charles Benjamin Dieudonné François (18 février 1840 - Arras † 1913), 4e comte Dejean, officier de cavalerie, marié le 24 janvier 1866 avec Jeanne Gouhier de Petiteville (1842 † 1893), dont :
  1. Jeanne Marie Caroline (1868 † 1956), mariée en 1895 avec Robert de Sévelinges (1863 † 1932), dont postérité ;
  2. Pierre Charles Marie (1869 † 1889)
  3. François Marie Robert (1871 † 1949), 5e comte Dejean.
  4. Raymond Alexandre Marie (né en 1873) ;
4. Lucie (1845 † 19 septembre 1874), mariée le 18 janvier 1869 avec Georges Gavard, officier, chevalier de la Légion d'honneur, entré dans les ordres.

## Source externe
- Dossier de Légion d'honneur du général Dejean ;
- Charles Dejean sur roglo.eu ;
- Dejean sur gw0.geneanet.org ;